# La Bayadère (opérette)
Pour les articles homonymes, voir Bayadère.
La Bayadère (Die Bajadere en allemand) est une opérette hongro-autrichienne en trois actes de 1921, composée par Emmerich Kálmán, sur un livret et des paroles de Julius Brammer et d'Alfred Grünwald.
L'adaptation française est signée Charles Moncharmont et Bertal-Maubon pour les paroles et Pierre Veber pour le livret. La première française se tient à Lyon, au Théâtre des Célestins, le 30 janvier 1925.

## Synopsis
L'ensemble du synopsis est adapté du résumé de Louis Oster et Jean Vermeil.

### Acte 1
L'opérette s'ouvre sur le Paris des années 1920, au Théâtre des Champs-Élysées.
C'est l’effervescence au théâtre : il s'y joue La Bayadère avec en tête d'affiche la célèbre diva Odette Darimonde. 
Alors que le premier acte est achevé, la rumeur court parmi les spectateurs qu'un beau prince de Lahore est attendu pour le second acte.
Dans le public, on découvre également Louis-Philippe La Tourette, un gentil chocolatier, et son épouse Mariette. Cette dernière est courtisée par Napoléon Saint-Cloche. Pour l'impressionner, il raconte avoir voyagé en Indes et compté parmi les amis du prince Radjami. Mariette est désireuse de rencontrer pareille célébrité exotique et Napoléon s'engage à le lui présenter.
Mais Radjami n'est là que pour entendre Odette. Dès les premières notes, il est ébloui par la parisienne. Il demande au directeur du théâtre d'organiser un entretien privé. Sur cette requête, Napoléon fait irruption sans prévenir, ce qui lui vaut d'être expulsé avant d'avoir pu initier son plan - réunir Radjami et Mariette pour éblouir cette dernière.
La flamboyante Odette, flattée par l'intérêt du prince, consent à s'entretenir avec lui. Le jeune homme, totalement épris, lui offre un bouquet : celui des « roses de l'amour ». La diva est insensible à cette preuve d'affection et ironise sur le sujet, ce qui ne fait qu'accentuer l'intérêt que lui porte le prince. Il lui fait sa déclaration et propose à la cantatrice de venir à son hôtel. Elle dédaigne l'invitation en riant.
Mariette et son mari Louis-Philippe quittent leurs places, ce dernier ne pensant qu'aux douceurs culinaires.
Alors que le couple sort, Parker, le colonel britannique mandaté auprès de Radjami, arrive. Il est porteur d'une lettre pour le prince, de la part de son oncle. Ce courrier rappelle à son neveu les lois de la couronne : il doit être marié avant l'âge de trente ans, anniversaire qui tombe dans trois jours... Radjami refuse une union arrangée parmi les six fiancées que lui suggère son oncle. Il veut se marier à  « l'européenne » et connaître l'amour.
Le jeune homme confie à Parker le soin d'organiser une grande fête à son hôtel et d'y convier tout le gratin parisien. Le colonel croise dans les couloirs Napoléon, Mariette et Louis-Philippe. Il les invite à la réception, ainsi que l'ensemble des artistes et des musiciens qui viennent d'achever la représentation.
Radjami, de son côté, attend Odette devant sa loge. Anxieux, il voit la jeune femme sortir de ses appartements et guette sa décision. Sans réticence cette fois, quelque peu charmée par le prince, la diva accepte son bras.

### Acte 2
L'action du second acte a pour cadre le superbe hôtel où Radjami loge. 
Dans la suite du prince, les invités arrivent à la fête. Radjami et Odette font leur apparition - méfiante envers l'amour et chérissant sa liberté, la jeune femme lutte contre l'attraction envoûtante qu'il lui inspire. 
Le colonel Parker intervient et rappelle au prince ses responsabilités maritales... Radjami réfute l'argument : il épousera Odette, ici et maintenant.
Parker énonce alors une autre règle : le mariage doit être attesté par deux témoins qui l'ont connu dans son pays natal. Lui-même peut s'en porter garant mais il manque encore un témoin. Radjami fait mander Napoléon, qu'il a bien connu à l'époque où ce dernier voyageait dans les Indes. 
Napoléon accepte aussitôt, à la condition de pouvoir épouser Mariette. Le brave Louis-Philippe, peu retors, y consent.
La cérémonie se prépare. Mariette et Napoléon se marient. Vint alors le tour du prince et de sa diva. Mais lorsque le grand prêtre noue les mains des fiancés avec le « lien d'amour », Odette se dérobe et affirme que tout cela n'était qu'un jeu pour elle. Elle s'échappe et Radjami jure de la reconquérir.

### Acte 3
L'action du troisième acte se déroule dans un bar-dancing parisien, trois mois après les épousailles avortées de Radjami et Odette.
Désormais mariés, Mariette et Napoléon pénètrent les lieux. Leur union s'est avérée une déception. Ni l'un, ni l'autre ne s'épanouissent dans cette relation. Mariette regrette son ex-mari, le gentil Louis-Philippe. Ce dernier arrive à son tour, deux femmes splendides pendues à ses bras. De son côté, il est devenu consul de France à Lahore. Revenue à de meilleurs sentiments à son égard, Mariette l'embrasse. Napoléon profite de cette infidélité pour demander le divorce. Mariette s'en retourne à son Louis-Philippe.
Au premier étage se tient un dîner somptueux en l'honneur de La Bayadère, dont on vient de jouer la cinquantième représentation. Odile se rend au souper, escortée par son ami le comte Armand. La cantatrice refuse toujours de revoir Radjami. 
Le prince fait à son tour son entrée en compagnie de sa bonne amie Féfé. Il demande un air de La Bayadère. 
Excédée, Odette exige qu'il signe par écrit son départ de la capitale. Radjami s'exécute. Mais la lettre contient en réalité une déclaration : il jure de n'épouser qu'Odette, « que j'adore et qui m'aime ». Vaincue, Odette reconnaît ses sentiments pour lui et accepte enfin l'union.

## Liste des airs

### Acte 1
- 1. Reizend war der erste Akt
- 2. Treu zu sein
- 3. Merci bien
- 4. Dein will auf ewig ich sein
- 5. Reizend war der zweite Akt
- 6.Lotosblume, ich liebe dich
- 7.Reizend ist's nach Müh' und Plag
- 8.Das wird' ich nicht!

### Acte 2
- 9.Oh, Champagner, sperrst uns auf das Himmelreich
- 10. Tanz mit mir
- 11. Du, du, du sollst das Glück meiner Seele nun sein
- 12. Bogenlampen glitzern durch den Winternachmittag
- 13. Na, ist sie nicht ein süßer Schatz
- 14. Weil wir oft lieben den Mann
- 15. Wie, der Prinz will wirklich sich heute noch vermählen

### Acte 3
- 16. Die kleine Bar
- 17. Will man heutzutage schick und modern sein
- 18. Lotosblume, ich liebe dich
- 19. Als ich unlängst stand
- 20. Na, ist sie nicht ein süßer Schatz
- 21. Oh! Bajadere, komm, sei mein

## Personnages principaux
| |  |  |
| Louis Treumann et Christl Mardayn, les interprètes originaux du Prince Radjami et de la cantatrice Odette. |  |  |

- Radjami, prince héritier de Lahore (ténor)
- Odette Darimonde, diva d'opérette (soprano)
- Napoléon Saint-Cloche (ténor)
- Louis-Philippe La Tourette, chocolatier (basse)
- Mariette, sa femme (soprano)
- Carambolina, danseuse espagnole
- Pimprette, compositrice
- Szapary, journaliste
- Trebizende, directeur de théâtre (basse)
- La femme de Trebizende
- Comte Armand (ténor)
- Hernandes Campuestos de Toro, ambassadeur d'Espagne
- Jayawant, ambassadeur de l'Inde
- Capitaine de navire
- Colonel Parker
- Dewa Singh, ministre à Lahore (ténor)
- Féfé
- Caroline
- Dorothée
- Le directeur des Ayant-droits

## Productions

### Production viennoise originale de 1921
La fiche ci-dessous traite de la première représentation historique de Die Bajadere. Cette dernier s'est tenue le 23 décembre 1921 au Carltheater, à Vienne.
Distribution partielle des créateurs :
- Le Prince Radjami : Louis Treumann
- Odette Darimonde : Christl Mardayn
- Napoléon St Cloche : Ernst Tautenhayn
- Mariette : Louise Kartousch
- Comte Armand : Jacques Destrel

### Production française originale de 1925
La fiche ci-dessous traite de la toute première production française au Théâtre des Célestins (Lyon).
Equipe technique :

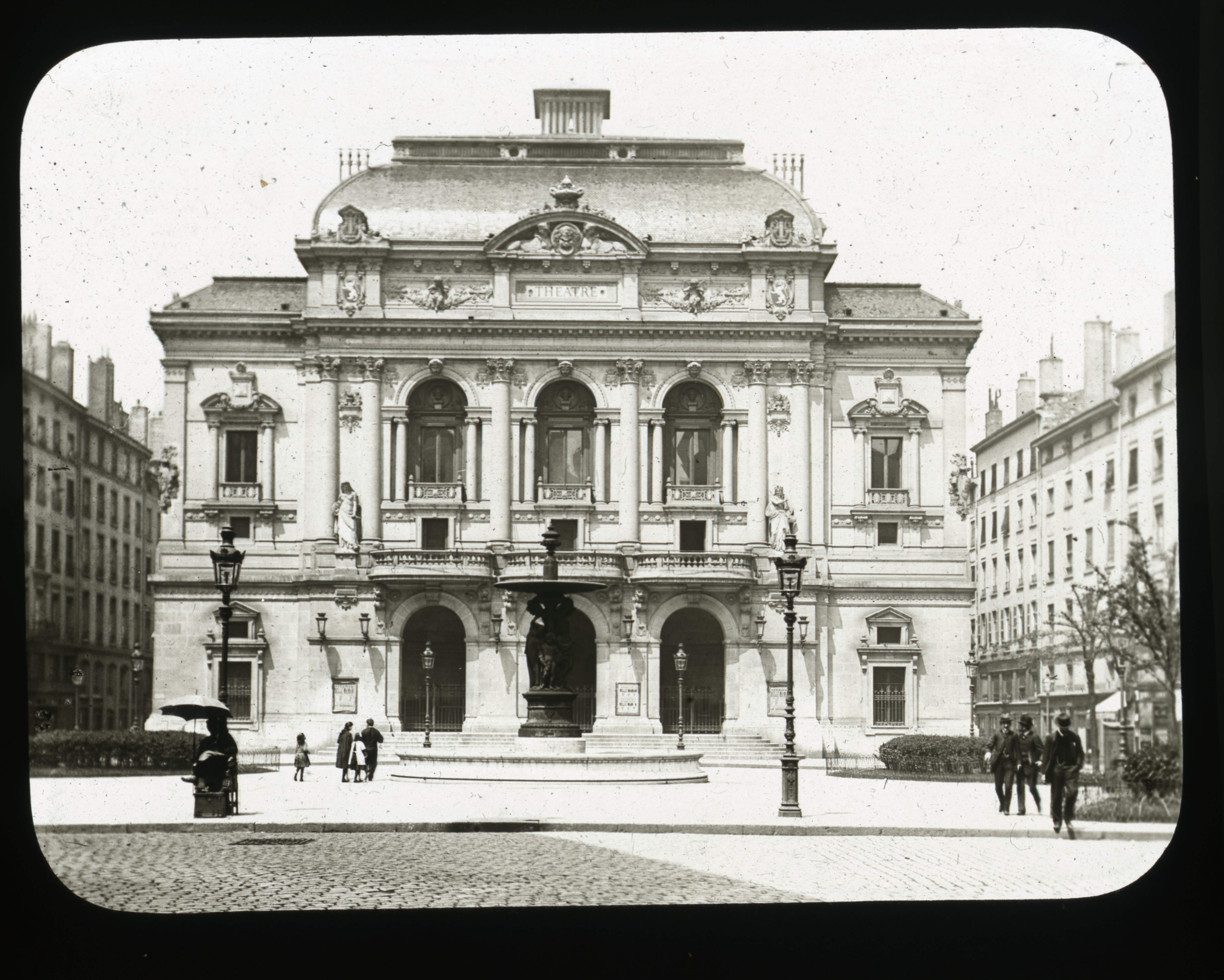
Photographie sur plaque de verre du théâtre des Célestins prise en 1884 par Antoine Berthier-Geoffray.

- Adaptation des paroles : Charles Moncharmont et Bertal-Maubon
- Adaptation du livret : Pierre Veber
- Chorégraphie : Thomas
- Décors : Chambouleron, Mignard, Flachat
- Direction musicale : Gabriel Diot
- Mise en scène : Charles Moncharmont
- Costumes : Germaine Lecomte (pour les femmes) et Fiszlévitz (pour les hommes)

Distribution :
- Le Prince Radjami : Léon Léonard
- Odette Darimonde : Maguy-Warna
- Napoléon St Cloche : André Urban
- Louis Philippe La Tourette : Robert Hasti
- Le Directeur : Fernand Frey
- Le Colonel Parker : Albert Combes
- Mariette : Gabrielle Ristori
- Féfé : Lucy Rolland
- Caroline : Varvier
- Dorothée : Andrée Brigg
- Le Directeur des Ayant-droits : Marcel Loche
- Dr Cohen : Georges Cahuzac
- Dolly : Zerly
- Molly : Fauconnier
- 1re ouvreuse : Germaine Engel
- 1re dame : Baudray
- Comte Armand : Jacques Destrel

Note :
En 1926, la distribution parisienne du Théâtre Mogador reprend presque en intégralité la production lyonnaise. Une exception notable : le rôle titre d'Odette est dévolu à Maria Kousnezoff. Sa créatrice, Maguy-Warna, était alors prise sur un autre projet, à l'Apollo.

### Production hongroise de 2009
La fiche ci-dessous traite de la captation hongroise de 2009, réalisée au Budapesti Operettszínház.
| |  |  |
| Attila Dolhai et Erika Miklósa, couple phare de A Bajadér, la production du Budapesti Operettszínház. |  |  |

Equipe technique :
- Mise en scène et réalisation : Gábor Miklós Kerényi
- Scénographie : Erzsébet Túri
- Costumes : Rita Velich
- Direction musicale : László Makláry
- Chef d'orchestre : Makláry Lászlósomogyi / Dániel Tóth
- Directeur de faculté : László Kéringer
- Chorégraphie : Jenő Lőcsei
- Adaptation des paroles : Péter Siámi Müller
- Assistant metteur en scène : István Kállai
- Assistante chorégraphe : Erika Szabó
- Associé musical : Péter Komlós
- Direction des acteurs : Tamás Bori
- Assistante de réalisation : Márta Angyal

Distribution :
- Le Prince Radjami : Attila Dolhai
- Odette Darimonde : Erika Miklósa
- Fülöp : László Csere
- Le Directeur : Jantyik Csaba
- Le Colonel Parker : Gábor Szabó Dézsy
- Mariette : Szilvi Szendy
- Dewa : Petér Marik
- Szapáry : Máté Miklós Kerényi
- Simone : Marika Oszvald
- Le Directeur des Ayant-droits : László Sánta

## Création
Pour La Bayadère, Emmerich Kálmán introduit le fox-trot dans l'opérette viennoise, profitant du dépaysement oriental pour dynamiter les codes. Le compositeur mêle « sentimentalisme viennois, verve hongroise, nostalgie tzigane et modalité à l'indienne ».
Selon Kálmán, cette opérette constitue la somme de toutes ses œuvres et se rapproche davantage de l'opéra.

## Censure
Comme toutes les œuvres du compositeur, Die Bajadere a été interdite par les nazis. Les artistes juifs liés à Kálmán ne seront pas épargnés.
Le tout premier interprète de Radjami, Louis Treumann, est ainsi déporté à Theresienstadt en 1942. Sa femme Stefanie et lui-même mourront dans le camp de concentration, à soixante-dix ans.
Issue par son père d'une famille juive, Maguy-Warna (la première chanteuse française à avoir incarnée Odette) est fustigée dans la littérature nazie et harcelée par la presse collaborationniste.

## Succès public et réception critique
Louis Oster et Jean Vermeil soulignent le succès de cette « histoire légère », véritable « pochade [parisienne] », survenue en des temps troublés : pour sa première série, elle cumule 450 représentations et fait l'unanimité auprès du public. Le tandem voit dans l'apparente légèreté du postulat une façon de se moquer des Européens : « c'est l'exotisme critique ».
Si les spectateurs sont au rendez-vous, la presse de l'époque est partagée.
Dans Le Figaro du 30 janvier 1926, Robert Cardinne Petit se montre très enjoué. Il louange notamment le personnage de Radjami, en symbiose avec la musique : la partition véhicule une « mélancolie qui sied bien à l'âme asiatique de ce prince étrange, fascinateur, irrésistible, aux langoureux appels d'amour qu'accentuent les accents impérieux d'une déchirante passion ». Son interprète, Léon Léonard, est « étonnamment puissant et d'une étrangeté saisissante ». Quant à Maria Kousnezoff, elle s'avère « d'une maîtrise de soi-même et d'un art incomparables ».
Louis Schneider, du Gaulois, partage le même ressenti concernant Kousnezoff : « il est impossible de trouver une cantatrice aux attaques plus sûres, à la voix plus pure, au timbre plus argentin ».
Pour l'Excelsior, Marcy Ducray évoque La Bayadère dans son article Le Théâtre et la mode. Elle salue le travail « somptueux » de Germaine Lecomte, sa « compréhension de la silhouette moderne et le choix subtile des coloris très lumineux ». Son collègue, Emile Vuillermoz, est nettement moins séduit. Il estime que le livret, la musique et l'interprétation concordent pour donner un « médiocre ouvrage ». 
Franc-Nohain, de L'Echo de Paris, délivre une critique assassine, définissant la musique de « lourde et vulgaire, [...] si prétentieuse et si assommante ». Même écho chez le journal Lyrica, où l'auteur se désespère du succès de La Bayadère : il estime que si le public français apprécie cette opérette, c'est alors « qu'il n'y a plus rien à espérer de lui, qu'il est définitivement veule, ignare et abruti ».
Certains journaux tiennent des propos diffamatoires, voire ouvertement xénophobes, envers les interprètes principaux (Léon Léonard est roumain, Maria Kousnezoff russe). Dans Le Ménestrel, Jean Chantavoine évoque par exemple un « art rastaquouère » dont la « purulence interlope de métèques » aurait « envahi notre pauvre Paris ».
Lors de son retour sur la scène hongroise, en 2009, l'opérette est globalement bien accueillie. La fille du compositeur, Yvonne Kálmán, soutient la mise en scène de Gábor Miklós Kerényi et la volonté contemporaine qui en découle.
Le chroniqueur Tamás Tarján loue les performances du couple principal : Erika Miklósa offre une prestation « délicieuse, légère et planante » et Attila Dolhai « dirige magnifiquement ses numéros vers le haut, jouant agréablement et avec retenue ». Le quatuor Marika Oszvald, László Csere, Szilvi Szendy et Máté Kerényi Miklós « excelle dans le langage de la danse ». Il vante également la chorégraphie de Jenő Lőcsei, ses « mouvements brillants, pleins d'esprit, rafraîchissants ».
Dániel Végh salue la modernité insufflée à cette version : « le spectacle - malgré les petits ou gros accrocs - est propre à casser les préjugés contre l'opérette ». Grâce à la scénographie d'Erzsébet Túri, aux costumes de Rita Velich et à la chorégraphie de Jenő Lőcsei, la production s'est ainsi « complètement affranchie du kitsch [...] qui caractérise traditionnellement les décors, les costumes et la danse ». Il juge par ailleurs le duo Miklósa-Dolhai « très attractif ».